# Taproot
Taproot – amerykański zespół nu-metalowy. Powstał pod koniec 1997 roku w Ann Arbor w stanie Michigan.
Zespół po roku od rozpoczęcia działalności (1998) wysłał swoje demo do frontmana Limp Bizkit, Freda Dursta. Wkrótce potem Taproot podpisał kontrakt z wytwórnią Atlantic Records. Ich debiutancka płyta, Gift, wydana w czerwcu 2000 r. ukazała w pełni ciężkie brzmienie zespołu.

## Dyskografia
| 1998                           | Something More than Nothing - Data: 1998 - Wydawca: własne wydanie     | –   | –   | –   |
| 1999                           | Upon Us - Data: 1999 - Wydawca: własne wydanie                         | –   | –   | –   |
| 2000                           | Gift - Data: 27 czerwca 2000 - Wydawca: Atlantic Records               | –   | 198 | 160 |
| 2002                           | Welcome - Data: 15 października 2002 - Wydawca: Atlantic Records       | 210 | 104 | 17  |
| 2005                           | Blue-Sky Research - Data: 16 sierpnia 2005 - Wydawca: Atlantic Records | –   | 186 | 33  |
| 2008                           | Our Long Road Home - Data: 16 września 2008 - Wydawca: Velvet Hammer   | –   | –   | 65  |
| 2010                           | Plead The Fifth - Data: 11 maja 2010 - Wydawca: Victory Records        | –   | –   | 107 |
| 2012                           | The Episodes - Data: 10 kwietnia 2012 - Wydawca: Victory Records       | –   | –   | –   |
| „–” pozycja nie była notowana. |                                                                        |     |     |     |

| 2000                           | „Again & Again”                          | 115 | Gift               |
| 2001                           | „I”                                      | –   | Gift               |
| 2002                           | „Poem”                                   | 92  | Welcome            |
| 2003                           | „Mine”                                   | 92  | Welcome            |
| 2005                           | „Calling”                                | –   | Blue-Sky Research  |
| 2005                           | „Birthday”                               | –   | Blue-Sky Research  |
| 2008                           | „Wherever I Stand”                       | –   | Our Long Road Home |
| 2009                           | „Path Less Taken”                        | –   | Our Long Road Home |
| 2010                           | „Fractured (Everything I Said Was True)” | –   | Plead the Fifth    |
| 2010                           | „Release Me”                             | –   | Plead the Fifth    |
| 2012                           | „No Surrender”                           | –   | The Episodes       |
| 2012                           | „The Everlasting”                        | –   | The Episodes       |
| „–” pozycja nie była notowana. |                                          |     |                    |